# Lewistown (Illinois)
Lewistown è una città degli Stati Uniti d'America situata nell'Illinois, nella contea di Fulton, bagnato dal fiume Spoon.

## Storia
La città prende il proprio nome da Lewis, figlio di Ossian Ross, primo colono stabilitosi nella zona. Lewistown deve la sua notorietà al poeta Edgar Lee Masters che nel paese trascorse la gioventù, venendo ispirato alla stesura della raccolta di poesie Antologia di Spoon River.